# 莫爾黑德城 (北卡羅萊納州)
莫爾黑德城（英語：Morehead City）是一個位於美國北卡羅萊納州加特利縣的城鎮。

## 人口
根據2020年美國人口普查的數據，莫爾黑德城的面積為27.39平方千米，當中陸地面積為19.18平方千米，而水域面積為8.21平方千米。當地共有人口9556人，而人口密度為每平方千米349人。